# Synchrodrive
Als Synchrodrive bezeichnet man eine Antriebsform für Roboter. Bei diesem Verfahren drehen sich die Räder alle mit gleicher Geschwindigkeit und Richtung. Eine Geradeausfahrt wird dadurch mechanisch garantiert.
Ein Motor treibt alle Räder an, ein zweiter Motor ändert die Fahrtrichtung, indem er alle Räder gleichzeitig um eine vertikale Achse dreht.
Dadurch, dass die Änderungen durch jeweils einen Motor vorgenommen werden, gestaltet sich die Regelung einfacher, als beispielsweise bei einem Differentialantrieb. Des Weiteren dreht sich die Plattform nicht mit.
Gleichungen zur Berechnung der Bewegungstrajektorie eines Synchrodrive getriebenen Fahrzeugs finden sich beispielsweise in Vorlesungsunterlagen der Universität Freiburg.
Einfache Umsetzungen des Prinzips aus Lego (inkl. Bauanleitungen) finden sich vielfach im Internet, beispielsweise von Mark Crosbie.
Eine vielfach eingesetzte Roboterplattform mit Synchrodrive ist der B-21 von RWI.